# Kuprówka złotnica
Kuprówka złotnica (Euproctis similis) – gatunek motyla z rodziny mrocznicowatych i podrodziny brudnicowatych.
Tylna część odwłoka tego motyla niemal do samej szczoteczki jest biała, szczoteczka na końcu odwłoka samicy składa się ze złocistorudych włosków. Skrzydła białe. Na przednim skrzydle samca w okolicy kąta tylnego znajdują się trzy szare plamki. Gąsienice kuprówki złotnicy żywią się liśćmi brzozy, dębu, głogu, jabłoni, jarząbu, kasztanu, olchy, tarniny, wierzby iwy i wiśni.

## Zobacz też

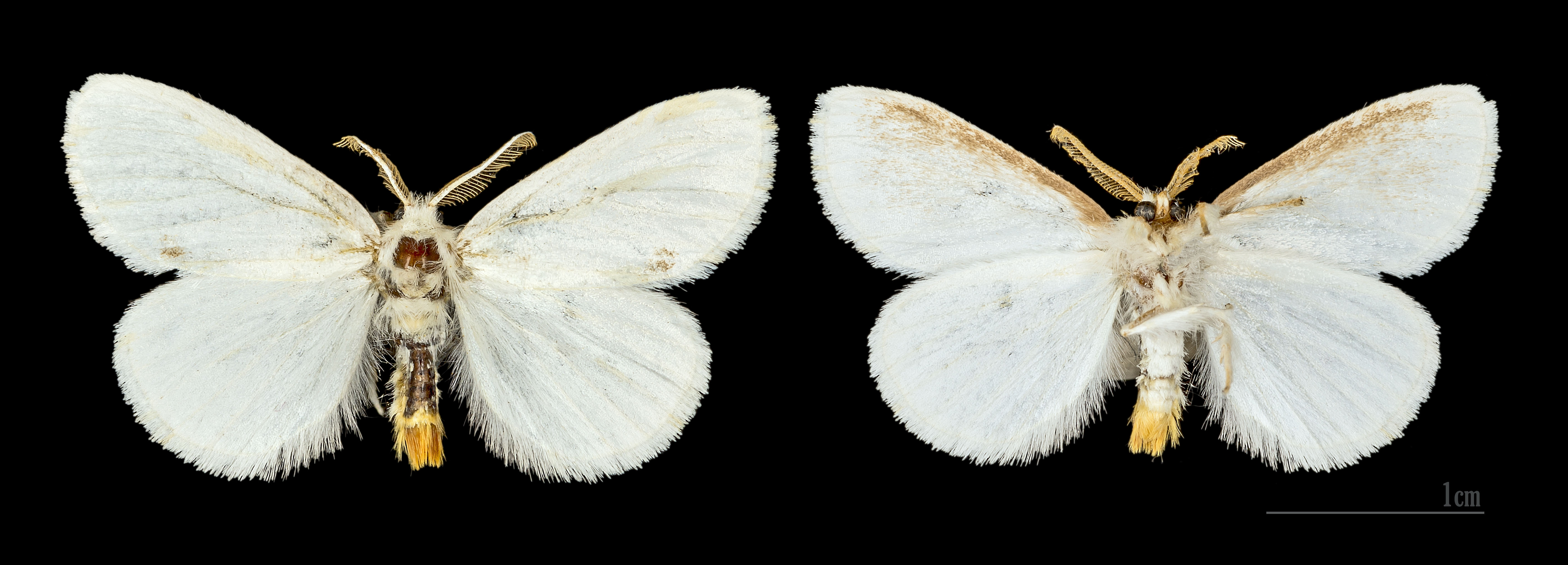
♂
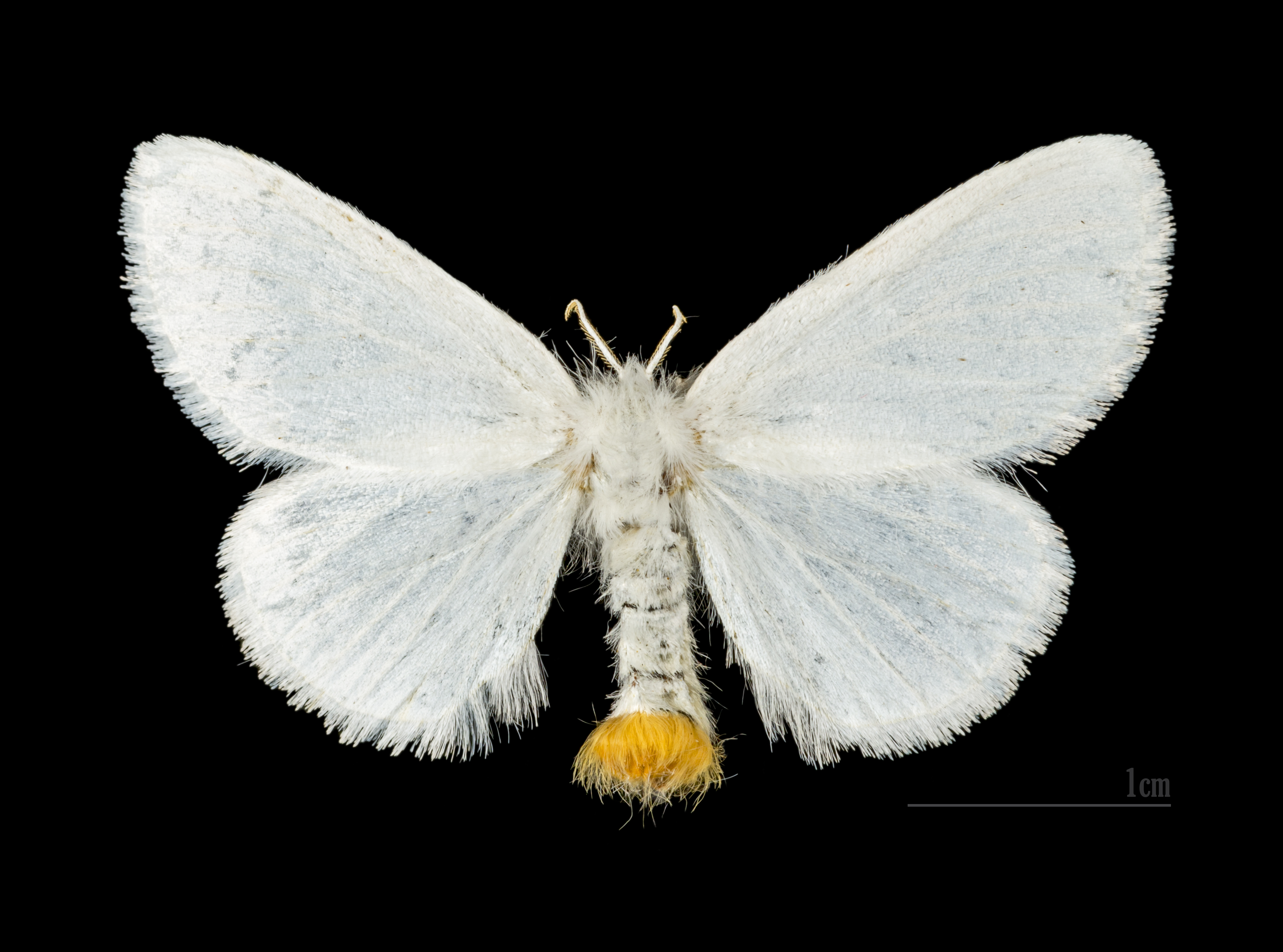
♀